# مسابقات قهرمانی تکواندو جهان ۱۹۸۷
مسابقات قهرمانی تکواندو جهان ۱۹۸۷ هشتمین دورهٔ مسابقات قهرمانی تکواندو جهان می‌باشد که از ۷ تا ۱۱ اکتبر در بارسلونا، اسپانیا با شرکت ۴۳۴ ورزشکار از ۶۲ کشور برگزار گردید.

## خلاصه مدال‌ها

### مردان
| رویداد | طلا                         | نقره                            | برنز                                |
| ------ | --------------------------- | ------------------------------- | ----------------------------------- |
| ۵۰– ک‌گ | Lim Sung-wook · کرهٔ جنوبی   | Enrique Torroella · مکزیک       | Dae Sung Lee · ایالات متحده آمریکا  |
| ۵۰– ک‌گ | Lim Sung-wook · کرهٔ جنوبی   | Enrique Torroella · مکزیک       | Bidhan Lama · نپال                  |
| ۵۴– ک‌گ | Kang Chang-mo · کرهٔ جنوبی   | Budi Setiawan · اندونزی         | Geremia Di Costanzo · ایتالیا       |
| ۵۴– ک‌گ | Kang Chang-mo · کرهٔ جنوبی   | Budi Setiawan · اندونزی         | Younousse Bathily · ساحل عاج        |
| ۵۸– ک‌گ | Yoo Myung-sik · کرهٔ جنوبی   | Şakir Bezci · ترکیه             | Nuno Dâmaso · سوئیس                 |
| ۵۸– ک‌گ | Yoo Myung-sik · کرهٔ جنوبی   | Şakir Bezci · ترکیه             | Alf Dell'orso · استرالیا            |
| ۶۴– ک‌گ | Lee Chian-hsiang · تایوان   | Luis Torner · اسپانیا           | Mustafa Elmalı · ترکیه              |
| ۶۴– ک‌گ | Lee Chian-hsiang · تایوان   | Luis Torner · اسپانیا           | Chris Spence · ایالات متحده آمریکا  |
| ۷۰– ک‌گ | Yang Dae-seung · کرهٔ جنوبی  | Jesús Tortosa · اسپانیا         | Steve Capener · ایالات متحده آمریکا |
| ۷۰– ک‌گ | Yang Dae-seung · کرهٔ جنوبی  | Jesús Tortosa · اسپانیا         | Georg Streif · آلمان غربی           |
| ۷۶– ک‌گ | Jeong Kook-hyun · کرهٔ جنوبی | Juan Wright · اسپانیا           | Thorsten Gernhardt · آلمان غربی     |
| ۷۶– ک‌گ | Jeong Kook-hyun · کرهٔ جنوبی | Juan Wright · اسپانیا           | Jay Warwick · ایالات متحده آمریکا   |
| ۸۳– ک‌گ | Lee Kye-haeng · کرهٔ جنوبی   | Francisco Jiménez · اسپانیا     | Herbert Perez · ایالات متحده آمریکا |
| ۸۳– ک‌گ | Lee Kye-haeng · کرهٔ جنوبی   | Francisco Jiménez · اسپانیا     | Ammar Fahed · اردن                  |
| ۸۳+ ک‌گ | Michael Arndt · آلمان غربی  | Jimmy Kim · ایالات متحده آمریکا | Carmelo Medina · اسپانیا            |
| ۸۳+ ک‌گ | Michael Arndt · آلمان غربی  | Jimmy Kim · ایالات متحده آمریکا | Mounir Boukrouh · فرانسه            |

### زنان
| رویداد | طلا                                 | نقره                             | برنز                                |
| ------ | ----------------------------------- | -------------------------------- | ----------------------------------- |
| ۴۳– ک‌گ | Jang Eu-suk · کرهٔ جنوبی             | Mónica Torres · مکزیک            | Rosa Moreno · اسپانیا               |
| ۴۳– ک‌گ | Jang Eu-suk · کرهٔ جنوبی             | Mónica Torres · مکزیک            | Chin Yu-fang · تایوان               |
| ۴۷– ک‌گ | Pai Yun-yao · تایوان                | Lee Young · کرهٔ جنوبی            | Ginean Hatter · ایالات متحده آمریکا |
| ۴۷– ک‌گ | Pai Yun-yao · تایوان                | Lee Young · کرهٔ جنوبی            | Antonia Cayetano · اسپانیا          |
| ۵۱– ک‌گ | Tennur Yerlisu · ترکیه              | Josefina López · اسپانیا         | Margarita Ogarrio · مکزیک           |
| ۵۱– ک‌گ | Tennur Yerlisu · ترکیه              | Josefina López · اسپانیا         | Tung Ya-ling · تایوان               |
| ۵۵– ک‌گ | Kim So-young · کرهٔ جنوبی            | Kim Dotson · ایالات متحده آمریکا | Züleyha Tan · ترکیه                 |
| ۵۵– ک‌گ | Kim So-young · کرهٔ جنوبی            | Kim Dotson · ایالات متحده آمریکا | Anne-Mette Christensen · دانمارک    |
| ۶۰– ک‌گ | Lee Eun-young · کرهٔ جنوبی           | Hsien Feng-lien · تایوان         | Brigitte Evanno · فرانسه            |
| ۶۰– ک‌گ | Lee Eun-young · کرهٔ جنوبی           | Hsien Feng-lien · تایوان         | Elena Navaz · اسپانیا               |
| ۶۵– ک‌گ | Coral Bistuer · اسپانیا             | Kim Ji-sook · کرهٔ جنوبی          | Tessa Gordon · کانادا               |
| ۶۵– ک‌گ | Coral Bistuer · اسپانیا             | Kim Ji-sook · کرهٔ جنوبی          | Tang Hui-ting · تایوان              |
| ۷۰– ک‌گ | Mandy de Jongh · هلند               | Wang Chin-yu · تایوان            | Sharon Jewell · ایالات متحده آمریکا |
| ۷۰– ک‌گ | Mandy de Jongh · هلند               | Wang Chin-yu · تایوان            | Angelika Biegger · آلمان غربی       |
| ۷۰+ ک‌گ | Lynnette Love · ایالات متحده آمریکا | Liu Yi-ling · تایوان             | Jang Yoon-jung · کرهٔ جنوبی          |
| ۷۰+ ک‌گ | Lynnette Love · ایالات متحده آمریکا | Liu Yi-ling · تایوان             | Anne-Mieke Buijs · هلند             |

## جدول مدال‌ها
| رتبه            | کشور                | طلا | نقره | برنز | مجموع |
| --------------- | ------------------- | --- | ---- | ---- | ----- |
| ۱               | کرهٔ جنوبی           | ۹   | ۲    | ۱    | ۱۲    |
| ۲               | تایوان              | ۲   | ۳    | ۳    | ۸     |
| ۳               | اسپانیا             | ۱   | ۵    | ۴    | ۱۰    |
| ۴               | ایالات متحده آمریکا | ۱   | ۲    | ۷    | ۱۰    |
| ۵               | ترکیه               | ۱   | ۱    | ۲    | ۴     |
| ۶               | آلمان غربی          | ۱   | ۰    | ۳    | ۴     |
| ۷               | هلند                | ۱   | ۰    | ۱    | ۲     |
| ۸               | مکزیک               | ۰   | ۲    | ۱    | ۳     |
| ۹               | اندونزی             | ۰   | ۱    | ۰    | ۱     |
| ۱۰              | فرانسه              | ۰   | ۰    | ۲    | ۲     |
| ۱۱              | اردن                | ۰   | ۰    | ۱    | ۱     |
| ۱۱              | استرالیا            | ۰   | ۰    | ۱    | ۱     |
| ۱۱              | ایتالیا             | ۰   | ۰    | ۱    | ۱     |
| ۱۱              | دانمارک             | ۰   | ۰    | ۱    | ۱     |
| ۱۱              | ساحل عاج            | ۰   | ۰    | ۱    | ۱     |
| ۱۱              | سوئیس               | ۰   | ۰    | ۱    | ۱     |
| ۱۱              | نپال                | ۰   | ۰    | ۱    | ۱     |
| ۱۱              | کانادا              | ۰   | ۰    | ۱    | ۱     |
| مجموع (۱۸ کشور) | مجموع (۱۸ کشور)     | ۱۶  | ۱۶   | ۳۲   | ۶۴    |